# Маузолеј Ивана Мештровића
Маузолеј Ивана Мештровића или црква Пресветог Откупитеља се налази у Отавицама код Дрниша (Далмација, Хрватска). То је маузолеј и породична гробница Ивана Мештровића, чувеног хрватског вајара, а уједно и римокатоличка црква.
Изграђен је на једном узвишењу Параћевој главици, по нацртима самог Мештровића. Градња је трајала од 1926. до 1931, док се његово опремање одужило све до 1937. године.
У крипти цркве која је породична гробница покопани су Иван Мештровић и најближи чланови његове породице. Црква Пресветог Откупитеља тип је централне грађевине која у квадратној основи има уписан крст који у унутрашњости прелази у осмерокут, а грађена је од вапненца и муљике, традиционалног камена у Далмацији, са планине Свилаје. Узоре за овакав облик грађевине налазимо античкој традицији и у Диоклецијановом маузолеју. Фасада објекта је аскетски једноставна у складу с Мештровићевим схватањима о архитектури.